# ایبرهارت هرتس
ایبرهارت هرتس (آلمانی: Eberhard Herz؛ زادهٔ) بازیکن فوتبال اهل ایالات متحده آمریکا است.
از باشگاه‌هایی که در آن بازی کرده‌است می‌توان به باشگاه فوتبال مونیخ ۱۸۶۰ اشاره کرد.